# Dzianis Jramiankou
Dzianis Uladzimiravich Jramiankou (en bielorruso: Дзяніс Уладзіміравіч Храмянкоў; Minsk, 10 de julio de 1996) es un deportista bielorruso que compite en lucha libre. Ganó una medalla de bronce en el Campeonato Europeo de Lucha de 2025, en la categoría de 125 kg.

## Palmarés internacional
| Campeonato Europeo | Campeonato Europeo      | Campeonato Europeo | Campeonato Europeo |
| Año                | Lugar                   | Medalla            | Categoría          |
| ------------------ | ----------------------- | ------------------ | ------------------ |
| 2025               | Bratislava (Eslovaquia) | Medalla de bronce  | 125 kg             |